# Entry Standard
Der Entry Standard der Frankfurter Wertpapierbörse war ein privatrechtliches Börsensegment nach § 48 Börsengesetz (BörsG) und ein Teilsegment des gesetzlich definierten Freiverkehrs, der an der Frankfurter Börse Open Market genannt wird.
Hinsichtlich der regulatorischen Grundlage sowie der volkswirtschaftlichen Funktion als Einstiegssegment in den Börsenhandel war der Entry Standard mit dem Alternative Investment Market an der Börse von London vergleichbar.

## Geschichte
Ein Börsensegment, wie es der Entry Standard darstellen soll, wurde nach dem Ende des Neuen Marktes, der ein Technologiesegment für Wachstumsunternehmen war und im Juni 2003 geschlossen wurde, von Marktexperten immer wieder gefordert.
Der Entry Standard bestand seit dem 25. Oktober 2005. Das erste im Entry Standard gelistete Unternehmen war die Design Bau AG aus Kiel (heute CD Deutsche Eigenheim AG). Als erstes Unternehmen des Segments ging die EUTEX European Telco Exchange AG in die Insolvenz.
Am 1. März 2017 wurde der Entry Standard durch die neuen Segmente Basic Board und Scale ersetzt.

## Zulassung und Folgepflichten
Die Anforderungen an die im Entry Standard notierten Unternehmen waren im Einzelnen:
- ein öffentliches Angebot (Prospektpflicht)
- Mindestalter des Unternehmens: 2 Jahre
- Mindestgrundkapital: 750.000 €
- (rechnerischer) Nennwert pro Aktie: mindestens 1 €
- Mindeststreubesitz der Aktien: 10 %
- Den Einbeziehungsantrag stellt das Unternehmen gemeinsam mit einem Handelsteilnehmer der FWB Frankfurter Wertpapierbörse, der entsprechend § 32 Abs. 2 BörsG den Status eines Kreditinstitutes bzw. eines Finanzdienstleistungsinstitutes mit einem haftenden Kapital im Gegenwert von 730.000 € aufweisen muss.
- Der antragstellende Handelsteilnehmer bewertet, ob das Unternehmen die besonderen Voraussetzungen (operatives Geschäft, positives Eigenkapital, Investor Relations) erfüllt und den Nachweis gegenüber der Deutsche Börse AG erbringt.

Im Entry Standard konnten nur Unternehmen zugelassen werden, die bereits erfolgreich im Freiverkehr (Open Market) gelistet waren und die entsprechenden Anforderungskriterien erfüllten. Der Antrag auf Einbeziehung von Aktien in den Entry Standard war in schriftlicher Form bei der Deutschen Börse einzureichen und bedingte unter anderem eine vorher beantragte ISIN.
Entsprechend der Gebührenordnung der Frankfurter Wertpapierbörse entstanden für die Zulassung von Aktien folgende Kosten:
- 1.500 Euro Zulassungsgebühr
- 5.000 Euro jährliche Notierungsgebühr

## Zusammensetzung
Wesentliche Transparenz- und Verhaltensregeln zum Schutz der Anleger, die für organisierte Märkte wie Prime und General Standard nach den EU-Richtlinien verpflichtend sind, galten im Entry Standard nicht. Allerdings waren die Transparenzforderungen höher als im allgemeinen Freiverkehr.
Der Entry Standard, dessen Zielgruppe branchenübergreifend kleine und mittelgroße Unternehmen waren, stellte einerseits einen zusätzlichen Kanal zur Eigenkapitalbeschaffung dar und war andererseits als Exitkanal für den Private-Equity-Bereich gedacht. Auf Investorenseite zielte der Entry Standard wegen seiner im Vergleich zu Prime und General Standard deutlich geringeren Transparenzanforderungen in erster Linie auf professionelle Investoren.